# Coronel Bogado (Argentina)
Coronel Bogado es una localidad argentina del departamento Rosario, en la provincia de Santa Fe.

## Ubicación geográfica
Se encuentra ubicada:
- a 49 km al sur de la ciudad capital departamental de Rosario;
- a 195 km al sur de la ciudad capital provincial, Santa Fe, 1º por RP hasta, 2º la Autopista RN 9 siguiendo, y 3º por la Autopista RN 11.
- a 38 km al oesudoeste de la ciudad de Villa Constitución

Está rodeada por los municipios de
- Albarellos
- Arroyo Seco
- Fighiera
- Rueda
- Godoy
- Cepeda
- La Vanguardia
- Pueblo Uranga
- Sargento Cabral

## Santo patrono
- Sagrado Corazón de Jesús, festividad: junio

## Historia
En 1907 el señor Eleuterio Varela, argentino nacido en 1850, solicitó ante el Ministerio de Agricultura, Justicia e Instrucción Pública de la Provincia de Santa Fe la aprobación del trazado del pueblo, que posteriormente sería renombrado Comuna de Coronel Bogado.
El pueblo, ubicado al oeste de la estación Ferrocarril Central Córdoba y siguiendo las normativas de catastro ordenadas en la ley del 6 de diciembre de 1887, constaba de 84 manzanas y 22 calles que lo surcaban, distribuidas en damero y subdivididas a su vez en 8 lotes de aproximadamente 25 × 50 m.
Con el correr del tiempo, pasó de ser una población semirrural a convertirse en una población urbana. En este proceso ocupó un lugar destacado la llegada del ferrocarril, inaugurándose la «estación Coronel Félix Bogado». La localidad fue rebautizada con el nombre de Pueblo Navarro. Sin embargo, en 1970 el Gobierno provincial estableció el nombre definitivo de Coronel Bogado.

## Toponimia
En un principio se denominó Pueblo Navarro. A partir de 1970 lleva el nombre definitivo del héroe paraguayo José Félix Bogado, que participó en las campañas libertadoras del general correntino José de San Martín. En la plaza principal se encuentra un busto de Bogado, obra del escultor rosarino Erminio Blotta (1892-1976), inaugurado en ocasión de la colocación del nuevo nombre a la localidad.
En Paraguay existe una localidad del mismo nombre en el departamento de Itapúa, que también posee un busto similar (cuya copia también se encuentra en la calle Coronel Bogado en la ciudad capital Asunción).

## Creación de la Comuna
- 17 de enero de 1910

## Paraje
- Colonia Escribano

## Geografía

### Clima
Su clima es húmedo y templado en la mayor parte del año. Se lo clasifica como clima templado pampeano, es decir que las cuatro estaciones están medianamente definidas.
Hay una temporada calurosa desde octubre a abril (de 18 °C a 36 °C) y una fría entre principios de junio  y la primera mitad de agosto (con mínimas en promedio de 5 °C y máximas promedio de 16 °C), oscilando las temperaturas promedio anuales entre los 10 °C (mínima), y los 23 °C (máxima). Llueve más en verano que en invierno, con un volumen de precipitaciones total de entre 800 y 1300 mm al año (según el hemiciclo climático: húmedo "1870 a 1920" y "1973 a 2020"; seco "1920" a 1973").
Casi no existen (de baja frecuencia) fenómenos climáticos extremos en Coronel Bogado: vientos extremos, nieve, hidrometeoros severos. La nieve es un fenómeno excepcional; la última nevada fue en 2007, la penúltima en 1973; y la antepenúltima en 1918. El 9 de julio de 2007, nevó en la localidad.
Un riesgo factible son los tornados y tormentas severas, con un pico de frecuencia entre octubre y abril. Estos fenómenos se generan por los encuentros de una masa húmeda y cálida del norte del país y una fría y seca del sector sur argentino.
Humedad relativa promedio anual: 76 %

### Sismicidad
La región tiene sismicidad baja, se encuentra ubicada sobre la subfalla del río Paraná y la del Río de la Plata, y sobre la falla de Punta del Este.
El último terremoto se produjo hace 136 años, a las 3.20 hora local (UTC-3) del 5 de junio de 1888 (ver Terremoto del Río de la Plata en 1888), con una magnitud aproximadamente de 4,5 en la escala de Richter

## Medios de comunicación
- Cablevisión Coronel Bogado (televisión por cable).
- Radio Dimensión FM 102.5, de Rubén Derico.

## Empresas
- Bogado Spirulina: emprendimiento pyme. Comenzó en 1995 y en 2001 alcanzó una comercialización masiva.

## Lugares para Visitar
La localidad cuenta con varios clubes sociales y deportivos, la iglesia del pueblo Sagrado Corazón de Jesús, una plaza central como toda planificación urbanística española.
Sin embargo, en los últimos años se ha incorporado un gran número de nuevos parques y paseos barriales para los ciudadanos y turistas.
Durante todo el año hay una importante afluencia de gente por cuestiones laborales y turismo interno, con un aumento en las festividades religiosas y durante la temporada de carnavales de verano.

## Bogadenses Notables
Nicolás Spolli exfutbolista
Daniel Sperandio exfutbolista
Arsenio Ribeca exfutbolista
Hugo Giorgi exfutbolista
Alejandro Dianda exfutbolista
Ariel Coronel músico que participó en operación triunfo academia movistar
Juan José Laginestra Ladrón de bancos
Juan ignacio duma futbolista nacido en vedia pero vivió y estudio por un tiempo en esta localidad

## Agricultura
El pueblo de Coronel Bogado es el de mayor afluencia de granos y oleaginosas de la región, pero no fue hasta los años 70/80 que se impulsó estas prácticas en la región. 
En las décadas anteriores era una de las regiones paperas más importantes del país. Grandes agricultores como la familia Mackrey desarrollaron el cultivo, fomentando el trabajo en todo los pueblos de la región aledaños a Coronel Bogado.
Actualmente, la Cooperativa de Agricultores de Coronel Bogado concentra gran parte del trabajo y desarrollo del Agro en la región.